# Tallorbis
Tallorbis is een geslacht van weekdieren uit de klasse van de Gastropoda (slakken).

## Soort
- Tallorbis roseola G. Nevill & H. Nevill, 1869